# Dystrykt Shangla
Dystrykt Shangla – dystrykt w północnym Pakistanie w prowincji Chajber Pasztunchwa. W 1998 roku liczył 434 563 mieszkańców (z czego 51,48% stanowili mężczyźni) i obejmował 53 382 gospodarstw domowych. Siedzibą administracyjną dystryktu jest Shangla.